# Hope Davis
Hope Davis, född 23 mars 1964 i Englewood i New Jersey, är en amerikansk skådespelare.

## Filmografi (urval)
- 1990 – Dödlig puls
- 1990 – Ensam hemma
- 1995 – Dödskyssen
- 1996 – The Daytrippers
- 1996 – Mr. Wrong
- 1997 – The Myth of Fingerprints
- 1998 – Next Stop Wonderland
- 1998 – The Impostors
- 1999 – Arlington Road
- 1999 – Mumford
- 2000 – Joe Goulds hemlighet
- 2001 – Final
- 2001 – Hjärtan i Atlantis
- 2002 – About Schmidt
- 2002 – The Secret Lives of Dentists
- 2003 – American Splendor
- 2005 – Matador
- 2005 – Duma
- 2005 – Proof
- 2005 – The Weather Man
- 2006 – Capote - en iskall mordgåta
- 2006–2007 – Six Degrees (TV-serie) (13 avsnitt)
- 2006 – Bluffen
- 2007 – The Nines
- 2007 – Charlie Bartlett
- 2008 – Synecdoche, New York
- 2008 – Genova
- 2009 – The Lodger
- 2009 – In Treatment (TV-serie) (sju avsnitt)
- 2010 – The Special Relationship
- 2011 – Mildred Pierce (TV-serie) (tre avsnitt)
- 2011 – The Family Tree
- 2011 – Real Steel
- 2012 – Disconnect
- 2012–2013 – The Newsroom (TV-serie) (fem avsnitt)
- 2015 – Allegiance (TV-serie)
- 2023 – Asteroid City
- 2025 – The Mastermind